# Miconia ingens
Miconia ingens är en tvåhjärtbladig växtart som beskrevs av John Julius Wurdack. Miconia ingens ingår i släktet Miconia och familjen Melastomataceae. Inga underarter finns listade i Catalogue of Life.